# Józefina (Wieluń)
Pour les articles homonymes, voir Józefina.
Józefina est une localité polonaise de la gmina d'Osjaków, située dans le powiat de Wieluń en voïvodie de Łódź.